# Nicholas Rowe (actor)
Nicholas James Sebastian Rowe (n. 22 noiembrie 1966, Edinburgh, Scoția, Regatul Unit) este un actor britanic.
La începutul carierei sale, a apărut în rolul principal în filmul Tânărul Sherlock Holmes și Piramida Fricii (1985).

## Viață timpurie și educație
Rowe s-a născut în Edinburgh, Scoția, din părinți englezi: mama lui, Alison, era cântăreață, iar tatăl lui, Andrew Rowe⁠(d), editor (ulterior a devenit membru al Parlamentului din partea Partidului Conservator).
A studiat la Eton College, unde a jucat în producții școlare și, ulterior, a avut o diplomă de licență în arte (studii hispanice) de la Universitatea din Bristol.

## Carieră
Rowe a apărut în mai multe filme, emisiuni de televiziune și piese de teatru. A jucat rolul lui Sherlock Holmes în filmul lui Barry Levinson, Tânărul Sherlock Holmes și Piramida Fricii, anterior a citit replici din acest rol când era încă elev. A reinterpretat rolul lui Sherlock Holmes 30 de ani mai târziu în filmul din 2015 Dl. Holmes, unde a jucat rolul într-un film pe care „adevăratul” domnul Holmes, acum de 93 de ani (interpretat de Ian McKellen) merge să-l vadă la cinematograf.

## Viață personală
Partenera lui Rowe a fost actrița Lou Gish⁠(d), timp de șase ani, până la moartea ei de cancer în februarie 2006.

## Filmografie

### Filme de cinema
| An   | Titlu                                      | Rol                       |
| ---- | ------------------------------------------ | ------------------------- |
| 1984 | Istoria unei trădări                       | Spungin                   |
| 1985 | Tânărul Sherlock Holmes și Piramida Fricii | Sherlock Holmes           |
| 1996 | True Blue⁠(d)                               | David Ball                |
| 1998 | Jocuri, poturi și focuri de armă           | J                         |
| 2000 | Hit List                                   | Jeremy                    |
| 2001 | All Forgotten                              | Maidanov                  |
| 2001 | Enigma⁠(d)                                  | Villers                   |
| 2001 | Lover's Prayer                             | Madianov                  |
| 2002 | Nicholas Nickleby⁠(d)                       | Lord Verisopht            |
| 2003 | Girl on a Cycle                            | Harry                     |
| 2004 | Hidden Flaws                               | Rental agent              |
| 2004 | Fiul lui Chucky                            | Avocat                    |
| 2010 | Duelul                                     | Sheshkovsky               |
| 2010 | Shanghai                                   | Ralph                     |
| 2013 | Delicious                                  | Adolf                     |
| 2015 | Dl. Holmes                                 | Matinee Sherlock          |
| 2016 | Snowden⁠(d)                                 | Assistant Editor Guardian |
| 2018 | Old Boys                                   | Headmaster                |
| 2020 | Waiting for Anya⁠(d)                        | The Mayor                 |
| 2021 | Operațiunea Mincemeat⁠(d)                   | Căpitanul David Ainsworth |

### Televiziune
| An         | Titlu                                                        | Rol                     | Note                           |
| ---------- | ------------------------------------------------------------ | ----------------------- | ------------------------------ |
| 1987       | The Lawrenceville Stories⁠(d)                                 | The Tennessee Shad      |                                |
| 1994       | Sharpe's Enemy⁠(d)                                            | Gilliand                |                                |
| 1995       | Pie in the Sky                                               | Kevin Wright            | Episodul: "Lemon Twist"        |
| 1996       | Poldark⁠(d)                                                   | Lord Edward Fitzmaurice |                                |
| 1996       | Dalziel and Pascoe⁠(d)                                        | Gervase Butt            | Episodul: "An Autumn Shroud"   |
| 1997       | A Dance to the Music of Time⁠(d)                              | David Pennistone        |                                |
| 1997       | Kavanagh QC⁠(d)                                               | Charles Beaufort        | 2 episoade                     |
| 1998       | Dangerfield⁠(d)                                               | Dan Spearill            | Episodul: "The Long Weekend"   |
| 1999       | Let Them Eat Cake⁠(d)                                         | Julian Desire           | Episodul: "Murder"             |
| 2000       | Relic Hunter                                                 | Peter Graham            | Episodul: "The Last Knight"    |
| 2000       | Longitude⁠(d)                                                 | King George             |                                |
| 2001       | The Infinite Worlds of H. G. Wells                           | Profesor Gibberne       |                                |
| 2002       | Shackleton⁠(d)                                                | Thomas Orde-Lees⁠(d)     |                                |
| 2002       | Outside the Rules                                            | Dr. Gerry Saddler       |                                |
| 2003       | Holby City⁠(d)                                                | Nathan Cairns           | Episodul: "Desperate Measures" |
| 2004       | The Lady Musketeer                                           | Duke of Buckingham      |                                |
| 2004, 2013 | Midsomer Murders                                             | David Heartley-Reade    | 2 episoade                     |
| 2004       | World's Worst Century                                        | Gui de Chauliae         |                                |
| 2005       | Princes in the Tower                                         | Ambasador de Puebla⁠(d)  |                                |
| 2005       | The Fugitives                                                | Boyer                   |                                |
| 2005       | Space Race                                                   | R.V. Jones⁠(d)           |                                |
| 2005       | A Waste of Shame: The Mystery of Shakespeare and His Sonnets | Richard Burbage⁠(d)      |                                |
| 2006       | Beau Brummell: This Charming Man⁠(d)                          | Lord Charles Manners    |                                |
| 2006       | The Complete Guide to Parenting                              | Marko                   |                                |
| 2006       | A Harlot's Progress                                          | Henry Fielding          |                                |
| 2007       | Sold                                                         | Richard                 |                                |
| 2008       | Hotel Babylon⁠(d)                                             | Jonah Slaughter         | Episodul: "The Faith Healer"   |
| 2009       | Stockwell                                                    | Narator (voce)          |                                |
| 2009       | Kingdom⁠(d)                                                   | Robert Morston          | Episodul: "Kingdom"            |
| 2009       | Margaret⁠(d)                                                  | Malcolm Rifkind         |                                |
| 2009       | Doctor Who: Dreamland⁠(d)                                     | Rivesh Mantilax (voce)  |                                |
| 2010       | National Theatre Live: Nation                                | Father                  |                                |
| 2011       | The Borgias⁠(d)                                               | Baron Bonadeo           | 2 episoade                     |
| 2012       | Loving Miss Hatto⁠(d)                                         | James                   |                                |
| 2013       | Da Vinci's Demons                                            | Cardinal Orsini         |                                |
| 2014       | Inspector George Gently⁠(d)                                   | Chief Martin Langham    | Episodul: "Gently Going Under" |
| 2015       | The Last Kingdom⁠(d)                                          | Father Asser            |                                |
| 2016       | The Crown                                                    | Jock Colville⁠(d)        |                                |
| 2016       | Doctor Thorne⁠(d)                                             | Mortimer Gazebee        |                                |
| 2017       | Genius                                                       | Jost Winteler           |                                |
| 2017       | Riviera⁠(d)                                                   | Geoffrey Anderton       |                                |
| 2020       | Washington⁠(d)                                                | George Washington       |                                |
| 2020       | Roadkill⁠(d)                                                  | Adam De Banzie          |                                |
| 2021       | A Very British Scandal⁠(d)                                    | Ian Fraser⁠(d)           |                                |
| 2022       | A Spy Among Friends⁠(d)                                       | Anthony Blunt           |                                |

### Teatru
| Producție | Piesă de teatru | Personaj        | Perioada                        |
| --------- | --------------- | --------------- | ------------------------------- |
| Broadway  | Hamlet          | Guildenstern⁠(d) | 14 aprilie 1995 – 22 iulie 1995 |
| London    | Tammy Faye⁠(d)   |                 | 2022                            |

### Jocuri video
| An   | Titlu                                                 | Rol                | Note  |
| ---- | ----------------------------------------------------- | ------------------ | ----- |
| 2017 | Xenoblade Chronicles 2⁠(d)                             | Poppibuster (Mech) | [ 7 ] |
| 2018 | Xenoblade Chronicles 2: Torna – The Golden Country⁠(d) | Imperial Captain   | [ 7 ] |